# آنیکو پله
آنیکو پله (انگلیسی: Anikó Pelle؛ زادهٔ ۲۸ سپتامبر ۱۹۷۸) بازیکن زن واترپلو اهل مجارستان-ایتالیا بود.
وی در مسابقات کشوری و بین‌المللی در مجموع برندهٔ ۱ مدال طلا، ۱ مدال برنز شده‌است.